# Little Whittingham Green
Little Whittingham Green är en by i Suffolk i England. Byn ligger 34,1 km från Ipswich. Byn nämndes i Domedagsboken (Domesday Book) år 1086, och kallades då Wettingaham.